# الطريق الوطني رقم 47 (الجزائر)
| الطريق الوطنية رقم 47 | |
| الطول                 | 350 كم |
| الاتجاه               | شمال وسط - جنوب غرب |
| الحد الشمالي          | آفلو |
| الحد الجنوبي          | عين الصفراء |
| المدن الرئيسية        | آفلو - بريدة - بوعلام - سفيسيفة - عين جديدة - تقاطع طريق وطني رقم 107 - البيض - عين العراك - تقاطع طريق وطني رقم 6 ب قرب عربوات - الشلالة الظهرانية - تقاطع طريق ولائي رقم 03 - تيوت - ثقاطع طريق وطني رقم 06 - عين الصفراء. |
| الشبكة                | الطرق الوطنية. |
|                       | |

الطريق الوطني 47 (RN23)  هو طريق يربط مدينة آفلو بولاية الأغواط من الشمال الشرقي بمدينة عين الصفراء بولاية النعامة جهة جنوب الغربي على طول 350 كم.
اتسم هذا الطريق دائما بأهميته الكبيرة اذ يعد من أهم الطرق الوطنية. ببساطة لأنه يربط الوسط بالجنوب الغربي الجزائري ذو الأهمية الاستراتيجية.

## المسار
السالك للطريق من الوسط إلى الغرب سيعبر ولايات جزائرية هي : الأغواط -  البيض  - النعامة ، بطول يبلغ 350 كم.